# Apuleia leiocarpa
Apuleia leiocarpa, grapia, yvyra pere es una especie de planta con flor arbórea de la familia de las leguminosas. Es endémica de Brasil, Argentina, Paraguay, Uruguay

## Descripción
Posee copa aplanada, ancha, poco densa; alcanza 25-40 m de altura, con fuste ligeramente tortuoso y bien largo, con aletas en la base. Ritidoma que se escinde en discos. Hojas compuestas imparipinadas, 5-11 folíolos de 6 cm de largo. Flores blancas, pequeñas, en racimos, florece cuando caen las hojas. Fruto legumbre de 4 cm de largo, con 2-3 simientes, éstas de 5 mm, difíciles de extraer.
Tiene floración (austral) de septiembre a noviembre, fructificando de octubre a diciembre, y se cosecha semilla de noviembre a febrero.

## Ecología
Pertenece al estrato superior de bosques altos. Se reproduce muy abundantemente en bosques secundarios; a veces en agrupaciones puras. Abunda en faldeos y altos. Crece muy lentamente, hasta su edad media, que crece a razón de 8- 10 dm de altura /año. Es heliófita, pero en parte esciófita.

## Madera
Es amarilla, con un peso específico de 0,8 g/cm³, de trabajabilidad buena. Tiene alta resistencia a intemperie y dimensionalmente es estable. Para la construcción, marcos de puertas, ventanas, carrocería, pisos, revestimientos.En Colombia existe el Maquí, cuyo aserrín (de la madera) produce rasquiña y pertenece al género Apuleia y crece en la región del magadalena medio y la región de Uraba, su peso específico es similar a 1 g/cm³.

## Taxonomía
Apuleia leiocarpa fue descrita por (Vogel) J.F.Macbr.  y publicado en Contributions from the Gray Herbarium of Harvard University 59: 23. 1919.
Sinonimia
- Apoleya leiocarpa (Vogel) Gleason
- Apoleya molaris (Spruce ex Benth.) Gleason
- Apuleia leiocarpa var. molaris (Spruce ex Benth.) Koeppen
- Apuleia molaris Spruce ex Benth.
- Apuleia praecox C.Mart.
- Apuleia praecox Mart.
- Leptolobium leiocarpum Vogel[2]

## Nombres comunes
- Yvyra pere (Py); garapa, grapiapunha, muirajuba, barajuba, muiratauá, amarelinho, gema de ovo, jataí-amarelo (Br); ibira peré, grapia, grapiapuña, ibira-piapuña (Ar).